# Die Nonne

Büste Denis Diderots von Jean-Baptiste Pigalle, (1777)

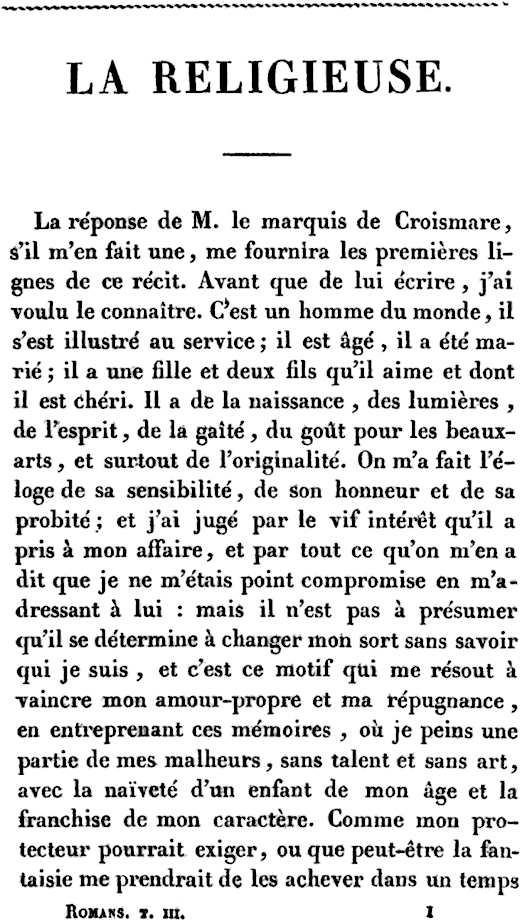
Erste Seite der La religieuse von Denis Diderot

Die Nonne (der Originaltitel lautete im Französischen La religieuse) ist ein Roman von Denis Diderot, der erst durch seine Veröffentlichung in Deutschland auch in Frankreich, dem Heimatland des Autors, bekannt wurde. Erst nachdem der Text acht Jahre nach dem Tod Diderots 1792 in Deutschland in Friedrich Melchior Grimms „Literarischer Korrespondenz“ herausgegeben wurde, erschien er unter dem Titel „La religieuse“ 1796 auch in Paris.

## Hintergrund
Diderot war ein Bewunderer der Werke von Samuel Richardson und vieles aus dem Sujet des Romans Clarissa or, The History of a Young Lady (1748) fand seinen inspirierenden Weg in La Religieuse. Während Diderot an seinem Roman Le Neveu de Rameau arbeitete, verstarb Richardson am 4. Juli 1761. In seiner Lobesschrift, Éloge de Richardson (1760), hatte er ihn dafür gelobt, dass er das Genre des Romans auf ein ernsthaftes Niveau gehoben hatte.

## Handlung
Diderot erzählt die Geschichte der Suzanne Simonin, verzichtet aber auf Einschübe und weicht in der Handlungsabfolge nicht ab. Denis Diderot hatte eine Schwester, Angélique Diderot (1720–1749), die einem Ursulinen-Orden beigetreten war und dort in jungen Jahren im Zustand der psychischen Verwirrung starb. Möglicherweise inspirierte ihn dieses Ereignis zu seinem Werk.
Die Nonne Suzanne Simonin erzählt in Briefen ihre Lebensgeschichte. Von den Eltern wird sie gegen ihren Willen zu einem Dasein als Ordensschwester gezwungen, da für eine standesgemäße Heirat die nötigen finanziellen Mittel fehlen, war sie doch ein uneheliches Kind des ehemaligen Geliebten ihrer Mutter. Sie hasst das Klosterleben, obzwar sie zunächst in Verbindung zu einer verständnisvollen Oberin tritt, bleibt ihre Freiheitsliebe ungebrochen. So wird sie unter einer neuen, fanatischen und grausamen Äbtissin zum Ziel von Repressalien und Schikanen durch diese und Mitschwestern. In drei Klöstern wird sie insgesamt mit der Macht von Konventionen und Geld sowie mit Scheinheiligkeit und religiösem Fanatismus konfrontiert.

## Adaptionen
Der Roman wurde mehrmals verfilmt. Eine bedeutende Adaption entstand 1966 als  Die Nonne unter der Regie von Jacques Rivette mit Anna Karina in der Rolle der Suzanne Simonin und Liselotte Pulver als ihre letzte Oberin. Der Film wurde bei den Filmfestspielen in Cannes 1966 für die Goldene Palme nominiert. Am 31. Oktober 2013 kam als bisher letzte Adaption unter dem deutschen Verleihtitel Die Nonne eine Verfilmung von Guillaume Nicloux in die Kinos.

## Ausgaben

### Zeitgenössische
- Denis Diderot: La religieuse. online Ausgabe in französischer Sprache. Projekt Gutenberg
- Denis Diderot: La Religieuse. Hrsg. Florence Lotterie, Paris, Flammarion, 2009.

### Übersetzungen
- Denis Diderot: Die Nonne: Sittenroman aus dem 18. Jahrhundert. Neusatz bearbeitet und eingerichtet von Michael Holzinger. Erstdruck: Paris 1796. Druck der ersten deutschen anonym erschienenen Übersetzung: Zürich 1797. Textgrundlage war die Ausgabe: Denis Diderot: Die Nonne. Sittenroman aus dem 18. Jahrhundert. Deutsch von Wilhelm Thal (1867–1907), Dritte Auflage, Stuttgart: Franckh’sche Verlagshandlung, (Bibliothek des 17. und 18. Jahrhunderts). CreateSpace Independent Publishing Platform 2013, ISBN 1-4823-9781-1

## Dokumentation
- "Die Nonne" – Geschichte eines Skandalromans. Regie: Fanny Belvisi, ARTE F, Frankreich, 53 Minuten, 2023